# Биробиджан
Биробиджа́н (на руски: Биробиджан; на идиш: ביראָבידזשאַן‏‎) е град и административен център на Еврейската автономна област, Русия, разположен на Транссибирската железница, в близост до китайската граница. Към 2016 г. има население от 74 559 души.

## История
Биробиджан възниква като поселище при железопътна станция Тихонкая (открита през 1912 г.), което през 1928 г. е превърната в работническо селище Тихонкая станция. Същата година е взето решение за заселване на териториите около Амур с евреи с цел укрепяване на границите с Китай. Първоначално се заселват много евреи, но след няколко години повечето от тях емигрират. През 1931 г. получава статут на селище от градски тип. През 1932 г. е преименуван на Биробиджан по названието на местността Биробиджан, намираща се между реките Бира (евенкски: река) и Биджан (евенкски: биджен, постоянно място за поселение). Двете реки са притоци на река Амур. От 1934 г. е административен център на Еврейската автономна област, а от 1937 г. е град. По времето на Втората световна война на фронта заминават около 11 хил. биробиджанци, от които се връщат едва 4 хил.

## Население
| 1932   | 1939   | 1959   | 1962   | 1967   | 1970   | 1979   |
| ------ | ------ | ------ | ------ | ------ | ------ | ------ |
| 2540   | 29 600 | 40 667 | 42 000 | 46 000 | 55 724 | 68 630 |
| 1982   | 1986   | 1989   | 1992   | 1996   | 1998   | 2000   |
| 73 000 | 80 000 | 83 667 | 86 700 | 84 100 | 82 400 | 79 800 |
| 2003   | 2005   | 2007   | 2009   | 2010   | 2011   | 2012   |
| 77 300 | 76 600 | 74 700 | 75 495 | 75 413 | 75 833 | 76 203 |
| 2013   | 2014   | 2015   | 2016   |        |        |        |
| 75 542 | 74 791 | 74 777 | 74 559 |        |        |        |

## Климат
Климатът в Биробиджан е умереноконтинентален. Средната годишна температура е 0,6 °C, а средното количество годишни валежи е около 640 mm.
| Климатични данни за Биробиджан     | Климатични данни за Биробиджан | Климатични данни за Биробиджан | Климатични данни за Биробиджан | Климатични данни за Биробиджан | Климатични данни за Биробиджан | Климатични данни за Биробиджан | Климатични данни за Биробиджан | Климатични данни за Биробиджан | Климатични данни за Биробиджан | Климатични данни за Биробиджан | Климатични данни за Биробиджан | Климатични данни за Биробиджан | Климатични данни за Биробиджан |
| Месеци                             | яну.                           | фев.                           | март                           | апр.                           | май                            | юни                            | юли                            | авг.                           | сеп.                           | окт.                           | ное.                           | дек.                           | Годишно                        |
| Средни максимални температури (°C) | −19                            | −13                            | −1,6                           | 10,1                           | 18,7                           | 24,4                           | 27,1                           | 24,6                           | 18,5                           | 8,9                            | −5,3                           | −16,7                          |                                |
| Средни температури (°C)            | −24,1                          | −19,3                          | −8,2                           | 4,1                            | 11,9                           | 17,9                           | 21,4                           | 19,3                           | 12,9                           | 3,4                            | −10,2                          | −21,3                          |                                |
| Средни минимални температури (°C)  | −29,1                          | −25,5                          | −14,8                          | −1,9                           | 5,1                            | 11,5                           | 15,7                           | 14,1                           | 7,3                            | −2                             | −15                            | −25,8                          |                                |
| Средни месечни валежи (mm)         | 7                              | 7                              | 13                             | 36                             | 55                             | 94                             | 134                            | 141                            | 87                             | 37                             | 17                             | 12                             |                                |
| ---------------------------------- | ------------------------------ | ------------------------------ | ------------------------------ | ------------------------------ | ------------------------------ | ------------------------------ | ------------------------------ | ------------------------------ | ------------------------------ | ------------------------------ | ------------------------------ | ------------------------------ | ------------------------------ |
| Източник: Climate-Data             |                                |                                |                                |                                |                                |                                |                                |                                |                                |                                |                                |                                |                                |

## Икономика
Развита е леката промишленост – текстилна, обувна и хранително-вкусова. Градът разполага с ТЕЦ.

## Образование
В Биробиджан са разположени 1 висше учебно заведение и 4 филиала:
- Приамурски държавен университет „Шолом-Алейхем“
- Филиал на Далекоизточния държавен аграрен университет
- Филиал на Хабаровската държавна академия по икономика и право
- Филиал на Амурския държавен университет
- Филиал на Съвременната хуманитарна академия

## Култура
Градът разполага с 3 музея и 4 театъра.

## Побратимени градове
- Бийвъртън, Орегон, САЩ
- Маалот-Таршиха, Израел
- Ниигата, Япония
- Хъган, Китай
- Ичун, Китай